# Тиберій Емілій Мамерцін
Тиберій Емілій Мамерцін (лат. Tiberius Aemilius Mamercinus, ? — після 339 до н. е.) — політичний та військовий діяч часів Римської республіки, консул 339 року до н. е.

## Життєпис
Походив з патриціанського роду Еміліїв. Про молоді роки немає відомостей. У 352 році до н. е. призначається до банківської комісії quinqueviri mensarum, яка займалася полегшенням стану позичальників, що мали значні боргові зобов'язання. У 341 році до н. е. його обрано претором. У 339 році до н. е. обрано консулом разом з Квінтом Публілієм Філоном. Діяв разом з колегою проти Латинського союзу, відзначився при облозі м. Педума. За рішенням сенату довірено обрати диктатора. Мамерцин обрав свого колегу Публілія Філона.